# Martignano (Roma)
Martignano è la zona urbanistica 20O del Municipio Roma XV di Roma Capitale. Si estende sulla zona Z. LIX Polline Martignano, exclave del comune capitolino.
Prende il nome dal lago di Martignano (lacus Alsietinus).

## Geografia fisica

### Territorio
La zona confina:
- a nord con il comune di Trevignano Romano
- a est con il comune di Campagnano di Roma
- a sud con il comune di Anguillara Sabazia

| Controllo di autorità | VIAF (EN) 1019145424691586830225 |